# Korjaki
Korjaki (in lingua russa Коряки) è una città di 3 000 abitanti situata nel Krai di Kamčatka, in Russia.